# Catèter de baló

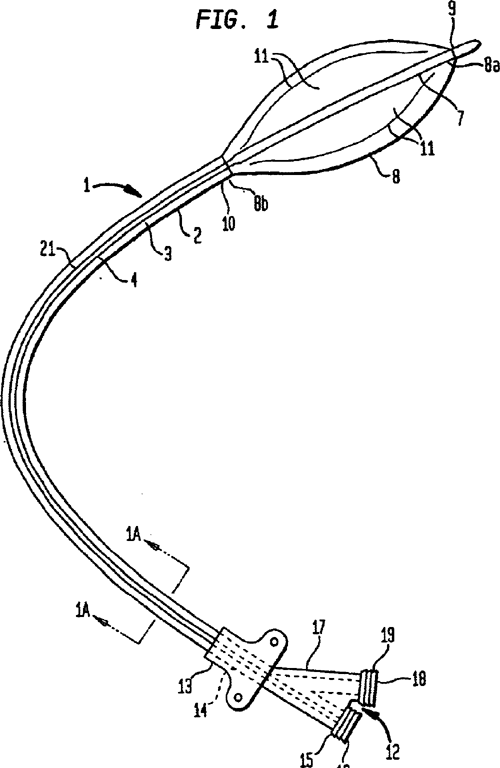
Esquema d'un catèter de baló (el tros del tub és representat com molt més curt del que realment és, llarg).

Un catèter de baló és un tipus de catèter "suau" amb un "globus" inflable a la seva punta que s'utilitza durant un procediment de cateterisme per ampliar una obertura o un pas estret dins del cos. El catèter amb el baló desinflat es posiciona, s'infla per fer el procediment necessari i es desinfla de nou per tal de retirar-lo.
Alguns usos comuns inclouen:
- angioplàstia coronària, mitjançant cateterisme cardíac
- salpingoplàstia, mitjançant cateterisme uterí
- pieloplàstia per l'estenosi pieloureteral, mitjançant cateterisme transvesical cistoscòpic.